# Mike Wheeler
Mike Wheeler [maɪk wiː.lɚ] est un personnage fictif de la série de science-fiction et d'horreur de Netflix Stranger Things, créée par Matt et Ross Duffer. Interprété par l'acteur canadien Finn Wolfhard, il est l'un des personnages principaux de la série, agissant comme le leader d'un groupe d'adolescents.

## Biographie

### Saison 1
Au début de la série, Mike joue à Donjons et Dragons avec ses meilleurs amis, Dustin Henderson (Gaten Matarazzo), Lucas Sinclair (Caleb McLaughlin) et Will Byers (Noah Schnapp), le 6 novembre 1983. La mère de Mike, Karen (Cara Buono), les force à arrêter la campagne plus tôt, puis les amis de Mike rentrent chez eux. Cette nuit-là, Will Byers disparaît mystérieusement. Le jour suivant, Mike, Dustin ainsi que Lucas, inquiets pour Will, se rendent dans les bois où le vélo de Will gît à terre, et rencontrent une fille au crâne rasé nommée « Eleven » (Onze) (Millie Bobby Brown). Ils ramènent Eleven dans la maison de Mike et la cachent au sous-sol, afin d'empêcher les « méchants » (les scientifiques du laboratoire d'Hawkins, où elle était retenue captive) de la retrouver. Après avoir appris son nom, Mike la surnomme « El ». 
Mike demande à Onze de mener Mike et ses amis à l'endroit où serait Will. Elle les conduit à la maison de Will Byers, ce qui les rend confus. Repérant des véhicules d'urgence, ils les suivent jusqu'à la carrière, où le cadavre de Will est apparemment retrouvé. Mike est en colère contre elle pour lui avoir dit que Will était vivant, mais elle parvient à canaliser la voix de Will à travers un talkie-walkie et à les convaincre du contraire. Les garçons pensent qu'Eleven serait capable de localiser Will en utilisant une radio amateur dans leur école. Les quatre vont à l'école, où se tient une assemblée commémorative pour Will dans le gymnase. Quand ils arrivent tous les quatre au local radio amateur, Eleven parvient à canaliser la voix de Will. 
Ils retournent ensuite au sous-sol de la maison de  Mike, pensant que Will est coincé dans une autre dimension, nommée l'« Upside down », et qu'il a été emmené par un monstre, connu sous le nom du Démogorgon.
Après les funérailles de Will, les garçons interrogent leur professeur, M. Clarke, sur les dimensions alternatives, et concluent qu'une porte vers une autre dimension aurait un champ électromagnétique puissant, et qu'ils pourraient donc utiliser une boussole pour la trouver. Ils découvrent finalement qu'Eleven falsifiait la boussole pour les empêcher d'aller au laboratoire. Une dispute éclate ensuite entre Mike et Lucas, qui finit en bagarre, obligeant Eleven à blesser Lucas pour protéger Mike. Onze s'enfuit et Lucas part en colère, laissant Mike et Dustin seuls.
En marchant, Mike et Dustin sont interrompus par Troy et James, qui menacent de blesser Dustin si Mike ne saute pas d'une falaise. Mike saute, mais est sauvé par Onze qui utilise des pouvoirs. Onze casse le bras de Troy et les fait fuir. Mike, Onze et Dustin s'embrassent.
Tous les trois retournent chez Mike, où Lucas, avec son walkie-talkie, avertit que les « bad men » arrivent. Les trois amis sont poursuivis, mais ils réussissent à s'échapper. Ils se donnent rendez-vous à la décharge, où Mike et Lucas se réconcilient.
La sœur aînée de Mike, Nancy (Natalia Dyer), et le chef de la police, Jim Hopper (David Harbour), utilisent le talkie-walkie de Will pour contacter Mike, qui leur indique ensuite leur emplacement. Après que Hopper les a sauvés, le groupe finit par construire un réservoir d'isolation sensorielle dans l'école primaire d'Hawkins pour permettre à Eleven d'amplifier ses pouvoirs afin de trouver Will. Alors que la mère de Will, Joyce, ( Winona Ryder ), et Hopper, se rendent au laboratoire national d'Hawkins pour tenter de retrouver Will, Mike, Eleven, Dustin et Lucas restent quant à eux à l'école. À l'école, Mike invite Eleven à « The Snow Ball » et ils partagent leur premier baiser. Finalement, ils sont traqués par Dr Brenner et ses hommes, puis Eleven tue les hommes de Dr Brenner, ce qui attire le Démogorgon. Onze et le Démogorgon s'affrontent dans la classe de M. Clarke, quand Eleven et le Démogorgon disparaissent.

### Saison 2
Au début de la saison, Mike est toujours en train d'essayer de rejoindre Eleven à travers les talkie-walkies. Il accompagne finalement Dustin, Lucas et Will à l'arcade, où Will a une vision de l'Upside-Down, surnommées « épisodes ». Le lendemain, Dustin et Lucas se sont entichés d'une nouvelle étudiante, Maxine « Max » Mayfield (Sadie Sink), et tentent de la faire rejoindre leur groupe, ce à quoi Mike n'était pas d'accord, conduisant Mike à abandonner Dustin, Lucas et Max la nuit d'Halloween après que Will ait eu un autre « épisode », afin de l'escorter chez lui. Cette nuit-là, les deux garçons, Mike et Will, partagent un beau moment et se promettent de devenir « fous ensemble ». Le lendemain à l'école, Dustin révèle la nouvelle créature qu'il a découverte qu'il appelle D'Artagnan. Après avoir vu la créature, Will confie à Mike que la créature vient de l'Upside Down, conduisant Mike à attaquer la créature, la faisant ainsi s'enfuir. En cherchant D'Artagnan, Mike est acculé par Max, qui a essayé de le convaincre de la laisser se joindre à la fête. Au même moment, Eleven est entrée dans l'école et en avait été témoin, ce qui l'avait amenée à faire tomber Max de sa planche à roulettes par télékinésie dans un moment de jalousie. Mike soupçonnait Eleven d'être derrière tout cela, mais le temps qu'il parte à sa recherche, elle était déjà partie. Au même moment, Will subissait un autre épisode où il tentait d'affronter le « Shadow Monster » qu'il voyait dans ses visions, ce qui l'amena à devenir possédé par « The Mind Flayer ».
Après la possession inconnue de Will, Mike finit par rester avec Will, étant le seul à avoir des connaissances sur « The Shadow Monster ». Il aide Joyce alors que Will commence à dessiner des tunnels, que le nouveau petit ami de Joyce, Bob Newby ( Sean Astin ), reconnaît comme une carte de Hawkins. Will découvre ensuite que Hopper est piégé dans ces tunnels, et le groupe commence à utiliser les dessins de Will pour savoir où se trouve Hopper dans l'Upside Down. Alors que Joyce et Bob descendent dans l'Upside down pour récupérer Hopper, Mike et Will assistent à l'arrivée d'agents du laboratoire d'Hawkins, dirigés par le Dr Sam Owens (Paul Reiser), et qui commencent à incendier des parties de l'Upside-Down, provoquant des convulsions chez Will, le mettant au sol en se plaignant de brûlures. Will est ensuite emmené au laboratoire de Hawkins afin qu'il puisse être soigné.
Une fois réveillé, Will est à peine capable de reconnaître Mike et était tout simplement incapable de reconnaître le Dr Owens, Bob ou Hopper en raison de la prise de contrôle du Mind Flayer. Après que le Dr Owens ait mené quelques expériences, ils découvrent que Will est devenu l'hôte d'un virus qui l'a connecté à tous les autres hôtes infectés dans une ruche-intelligence. Will informe ensuite Mike d'un moyen possible d'arrêter « The Shadow Monster », en utilisant ses images provenant des dessins qu'il a dessiner en dirigeant les soldats vers une zone spécifique. Alors que les soldats descendaient dans les tunnels, Will révèle à Mike que le Mind Flayer leur a tendu un piège, provoquant le massacre des soldats et l'invasion du laboratoire par les "Demodogs".  Mike demande alors que Will soit mis sous sédatif pour que lui-même, Joyce, Hopper, Bob et Dr Owens soient à l'abri de l'attaque en se réfugiant dans une salle de surveillance. Une fois là-bas, Bob s'est porté volontaire pour aller au sous-sol et réinitialiser les disjoncteurs, leur permettant ainsi de s'échapper en toute sécurité. Une fois arrivés à la porte, ils ont vu Bob se faire massacrer par Demodogs alors qu'ils se réunissaient avec Dustin, Lucas, Max, Nancy, le frère de Will, Jonathan (Charlie Heaton), et l'ex-petit ami de Nancy, Steve Harrington (Joe Keery).
Le groupe retourne à la résidence Byers où ils ont élaboré un plan pour vaincre le Mind Flayer. Dustin a supposé que s'ils tuaient le Mind Flayer, ils tueraient tout ce qu'il contrôlait. Mike propose que pour découvrir la faiblesse du Mind Flayer, ils devraient emmener Will dans un endroit qu'il ne connaissait pas pour essayer de le rejoindre. Le groupe fini par rénover la remise pour la rendre méconnaissable, alors que Mike, Joyce, Hopper et Jonathan tentaient d'interroger Will. Hopper remarque alors que Will communique avec eux avec du code morse, leur disant de fermer la porte de l'Upside Down. Une fois le message de Will déchiffré, le téléphone de la cuisine de la maison sonne, révélant leur emplacement au Mind Flayer. Alors qu'ils étaient entourés de Demodogs, Eleven est arrivé et les a éradiqués. Alors que Mike était soulagé qu'Eleven soit en vie, il a vite découvert que Hopper l'avait cachée et est devenu hostile envers lui, bien que les deux se soient réconciliés. Le groupe a finalement proposé un plan pour exorciser le Mind Flayer de Will pour fermer avec succès la porte et éviter que le Mind Flayer ne tue Will. Cela laisse Joyce, Nancy et Jonathan emmener Will à Hopper's Cabin pour exorciser Will. Hopper et Eleven se dirigent vers le laboratoire d'Hawkins pour fermer la porte, laissant Mike, Dustin, Lucas, Max et Steve à la maison des Byers.
De retour à la maison, Mike concocte un plan pour distraire les Demodogs du laboratoire d'Hawkins pour s'assurer qu'Eleven et Hopper atteignent la porte en toute sécurité. Avant que ce plan ne puisse être mis en œuvre, le frère aîné abusif de Max, Billy Hargrove ( Dacre Montgomery ), est arrivé à la maison à la recherche de Max. Steve a tenté d'intervenir, ce qui a abouti à ce que Billy le batte durement. Max finit par endormir son frère et vole sa voiture, les emmenant au champ de citrouilles où se trouvait une autre entrée dans l'Upside Down. Le groupe entre dans les tunnels et a aspergé le moyeu d'essence. Steve met alors le feu au lobby et le groupe commence son évasion. En sortant, Mike s'est emmêlé dans les vignes. Alors que Steve sauvait Mike, Dustin tomba sur D'Artagnan. Dustin distrait D'Artagnan et dit ses derniers adieux à son animal de compagnie, permettant au groupe de s'échapper avec succès.
Quelques mois après qu'Eleven ait fermé la porte de l'Upside Down, Mike assiste au Snow Ball de l'école avec Eleven, ce qui les amène à partager une danse et un baiser, commençant ainsi leur relation amoureuse,. 

### Saison 3
Mike et Eleven sont désormais en couple et s'embrassent passionnément tous les soirs. Cela attire l'attention négative de Hopper, le nouveau tuteur légal d'Eleven. Lorsque Hopper tente de faire à Mike et Eleven un discours à cœur ouvert comme l'a suggéré Joyce, la suffisance de Mike pousse Hopper à menacer Mike en privé. Craignant que Hopper s'assure qu'il ne pourrait plus revoir Eleven, il dit à Eleven que sa grand-mère est en train de mourir et qu'il ne peut pas venir pendant un certain temps. Cependant, Mike se sent coupable d'avoir menti et, sur la suggestion de Lucas, fait ses courses au nouveau centre commercial Starcourt pour un cadeau d'excuses. Cependant, tous les articles sont trop chers. Pire encore, Eleven et Max achètent également pour leur propre divertissement et, lorsqu'ils rencontrent Mike et Lucas, rompent avec eux. Pendant tout ce temps, ils laissent de côté Will, qui veut simplement jouer à Dungeons & Dragons comme avant.
Mike et Lucas, frustrés par la rupture d'Eleven et Max avec eux, discutent de la façon dont ils peuvent comprendre « l'espèce femelle ». Cela frustre Will, qui ne s'intéresse pas à la romance, le forçant Mike et Lucas à jouer à Donjons et Dragons. Mike coupe court au jeu pour continuer à trouver un cadeau, obligeant Will à quitter le sous-sol des Wheelers. Mike le poursuit et les deux se disputent. Will part sous la pluie et détruit son seul endroit sûr, Castle Byers. Mike et Lucas se réconcilient avec Will, qui leur révèle alors qu'il a senti la présence du Mind Flayer à deux reprises au cours de l'été. Mike appelle Eleven et Max, qui ont remarqué un comportement suspect de la part du demi-frère de Max, Billy Hargrove. Ils théorisent que Billy est possédé par le Mind Flayer tout comme Will l'était il y a un an, et décident de le piéger dans le sauna de la piscine locale pour le prouver.
Après avoir réussi à piéger Billy dans le sauna, il confirme leurs soupçons avant que le Mind Flayer ne prenne le relais et ne sorte du sauna.
Alors que le groupe tente de trouver un moyen de se débarrasser définitivement du Mind Flayer, Nancy et Jonathan arrivent et révèlent que Doris Driscoll, une femme âgée trouvée en train de manger de l'engrais, a également agi comme possédée. Onze, Max, Nancy et Jonathan finissent par comprendre que la collègue de Billy, Heather, et son père Tom sont également probablement possédés. Réalisant que Driscoll voulait retourner au Mind Flayer, le groupe se rend à l'hôpital pour la laisser partir et trouver le Mind Flayer. Cependant, Tom et Bruce ont déjà laissé partir Driscoll et attaquent Nancy et Jonathan avant d'être rapidement tués. Leurs cadavres se fondent en un seul monstre, qui attaque tout le groupe avant qu'Eleven ne le jette par la fenêtre et qu'il ne s'échappe.
Le groupe se rend chez Eleven et Hopper, où Eleven espionne le Flayed pour révéler l'emplacement du Mind Flayer. Pendant qu'elle utilise ses pouvoirs, Mike et Max se demandent si cela est sans danger pour elle, et Mike affirme qu'il l'aime et qu'il ne peut plus la perdre. Eleven trouve le Mind Flayer en espionnant les souvenirs de Billy, mais Billy découvre leur emplacement et les Flayed se fondent en un monstre encore plus grand. Le Mind Flayer attaque Eleven jusqu'à ce que Nancy lui tire dans la bouche, laissant Eleven avec une blessure gigantesque. Le groupe fait une descente dans une pharmacie pour soigner la plaie. Une fois là-bas, Mike tente de partager ses sentiments avec Eleven, mais est interrompu par Dustin, qui appelle Mike sur son talkie-walkie en disant qu'il est en danger, mais est incapable de donner sa position avant que les piles ne s'épuisent. Onze le trouve lui et son groupe au centre commercial Starcourt en utilisant ses pouvoirs et empêche un groupe d'assassins russes de tirer sur le groupe de Dustin.
Mike, Lucas et Will se réconcilient avec Dustin avant qu'il ne charge leur groupe de mettre Eleven en sécurité. Cependant, Billy a pris le moteur de la voiture de Jonathan et menace de l'écraser. Ils retournent dans le centre commercial pour obtenir un moteur d'une voiture d'exposition, mais le Mind Flayer attaque juste après avoir pu le récupérer. Mike, Eleven et Max sont séparés de tout le monde et parviennent à se cacher avant que Lucas, Will, Nancy et Jonathan ne distraient le Mind Flayer pour les poursuivre. Billy, qui n'a pas percuté la voiture de Jonathan après que Steve ait percuté la sienne, trouve Mike, Eleven et Max tout seul. Il assomme Mike et Max et amène Eleven au centre du centre commercial, où le Mind Flayer est revenu. Mike et Max reprennent conscience juste à temps pour voir le Mind Flayer sur le point de tuer Eleven, mais le reste de leur groupe, ainsi que Steve et Robin Buckley (Maya Hawke , distraient le monstre en l'attaquant avec des pétards que Lucas a trouvés dans la pharmacie. Billy a sacrifié sa vie pour sauver Eleven. Joyce et Hopper, qui ont été chargés par Dustin de fermer la porte, réussissent, apparemment au prix de la vie de Hopper. Trois mois plus tard, un Eleven désormais impuissant, sans pouvoirs, vivant désormais avec les Byers, se prépare à quitter Hawkins avec eux. Eleven dit à Mike qu'elle l'aime en retour et les deux partagent un baiser avant de se promettre de se rendre visite pendant Thanksgiving.
Tout le monde partage ses câlins d'adieu avec beaucoup d'entre eux en larmes et après que tout le monde soit parti, Mike jette un dernier coup d'œil à la maison des Byers et rentre lentement chez lui à vélo où il embrasse sa mère en larmes.

## Distribution
Originellement, Finn Wolfhard (Mike Wheeler) et Noah Schnapp (Will Byers) auditionnent pour le même rôle, soit celui de Mike Wheeler. Ce sera finalement Finn qui obtiendra le rôle, tandis que Noah décroche celui de Will Byers.

## Accueil
En classant les personnages de la série, Evan Romano, du Men's Health, déclare que Mike est « un personnage vraiment génial et c'est un plaisir de le voir à l'écran », tout en le classant sixième dans le classement, après Onze (Millie Bobby Brown), qui est en cinquième position. Dans un article pour Meaww, Barnana Sarkar a fait l'éloge de la loyauté de Mike ainsi que sa maturité et sa détermination.   